# Benedict Zilliacus
Emil Benedict Zilliacus, född 11 januari 1921 i Helsingfors, död 28 januari 2013 i Helsingfors, var en finlandssvensk journalist, författare, översättare och kåsör under signaturen Bez.

## Biografi

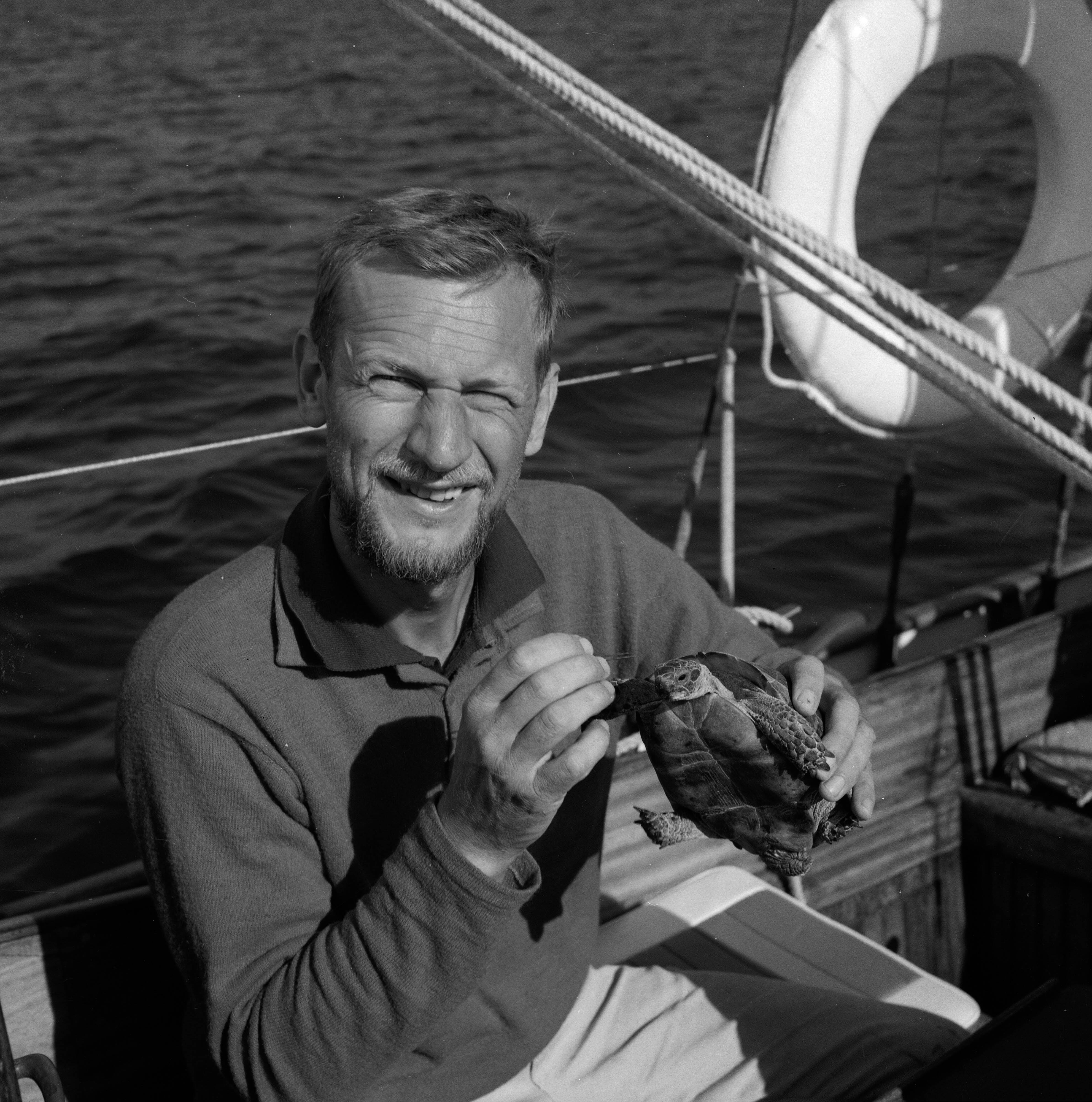
Benedict Zilliacus på Daphne på Medelhavet, bild tagen av Göran Schildt, antagligen på 1950-talet.

Zilliacus var son till Emil Zilliacus och bror till Henrik Zilliacus samt från 1949 gift med politikern och författaren Jutta Zilliacus. Han tog studentexamen 1939 och studerade sedan klassiska språk vid Helsingfors universitet. Han var journalist vid Hufvudstadsbladet från 1949 där han bland annat skrev dagsvers under signaturen BEZ. Han har beskrivit som "Populär kåsör och reseskildrare med uddig stil och humor, vilken kommer väl till sin rätt inte minst i revyer och skådespel. Även böcker kring konsthantverk." (Litteraturlexikon, 1974)
Zilliacus skrev manus till filmerna Framom främsta linjen (tillsammans med Stefan Forss), Tali-Ihantala 1944 samt delar av Stormskärs-Maja. På 1960-talet skrev han ett antal revyer för Lilla teatern i Helsingfors. Mest kända blev Guldbröllop och Åttan.